# Tasso d'inflazione

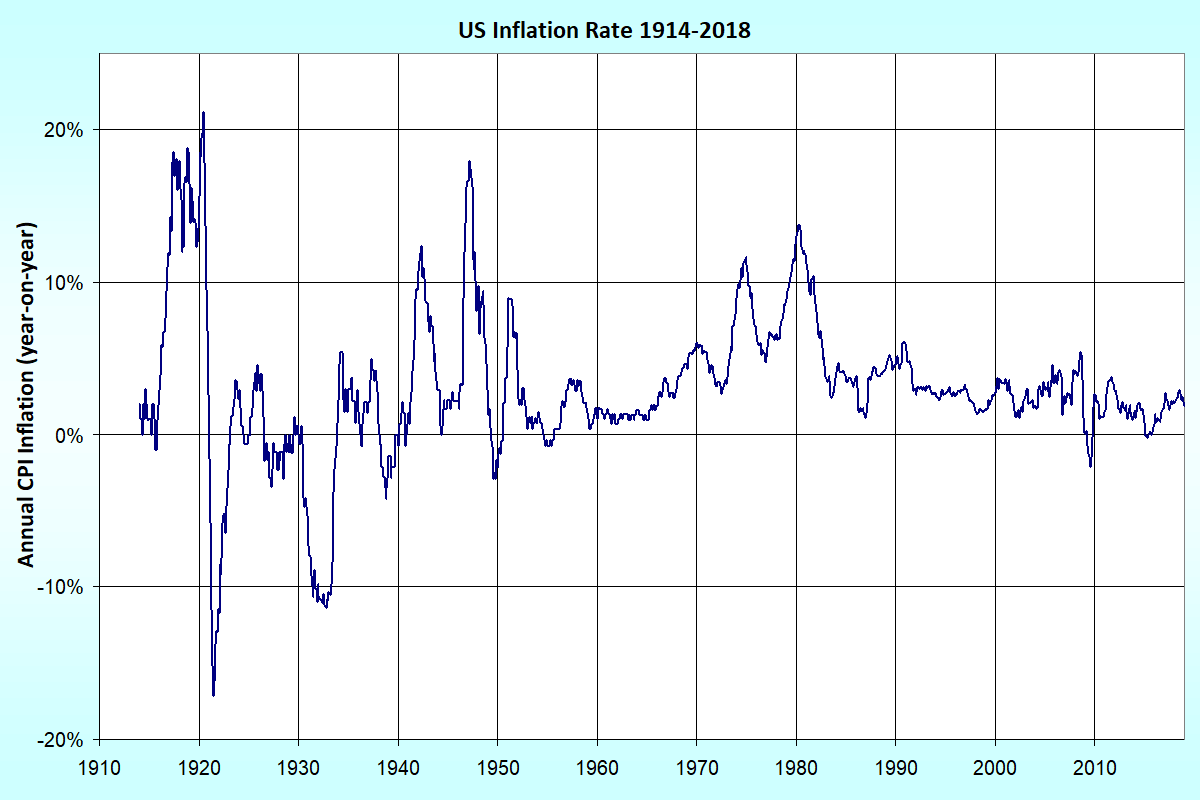
Inflazione dei prezzi (CPI anno su anno) negli Stati Uniti dal 1914 al 2018.

Il tasso d'inflazione è un indicatore della variazione relativa (nel tempo)
del livello generale dei prezzi (vedasi inflazione) e indica la variazione del potere d'acquisto
della moneta. Viene espressa quasi sempre in termini percentuali.
In Italia viene calcolato dall'ISTAT.
Pur riferendosi ogni volta ad una ben precisa moneta (unità di conto), il tasso d'inflazione può differenziarsi territorialmente, per cui il fatto che due territori (Paesi o regioni, province, ecc.) abbiano la stessa moneta (es., l'euro) non vuol dire che abbiano anche lo stesso tasso d'inflazione.
I prezzi assunti come riferimento sono solo quelli di prodotti e servizi al consumo; gli altri, quelli acquistati da organizzazioni e operatori economici (imprese, PA, autonomi), non rientrano nel paniere: questo non significa che indirettamente non siano influenzati dall'andamento dell'inflazione.
Trattandosi di un indicatore statistico, non corrisponde alla realtà osservata dai singoli, in quanto ogni singolo individuo ha un proprio paniere e "territorio" (che varia di giorno in giorno).
Corrisponde invece a un ipotetico individuo "medio", vale a dire che una parte degli individui osserverà un proprio tasso d'inflazione maggiore e l'altra parte inferiore a quello "ufficiale".
I vari panieri utilizzati per calcolare i diversi tassi d'inflazione servono per adeguare la misura al comportamento economico della categoria a cui si riferisce (p.e. dei beni di consumo di un'ipotetica famiglia media operaia, di un'ipotetica famiglia media impiegatizia o dei beni intermedi usati dall'industria) e possono portare a risultati anche di segno opposto.
La Banca centrale utilizza la leva monetaria per regolare l'offerta di moneta e il tasso d'inflazione. Il tasso ufficiale di sconto determina tutta la struttura dei tassi di interesse. Aumentando l'interesse con il quale la banca centrale presta denaro agli istituti di credito, aumentano i tassi anche dei prestiti a Stato, imprese e cittadini, in modo da abbassare la base monetaria.
Anche negli anni in cui aumentano i tassi di interesse, il tasso d'inflazione continua a crescere. Propriamente, la banca centrale agisce sulla derivata del tasso di inflazione, ovvero sulla derivata seconda dei prezzi rispetto al tempo, non evita una crescita dei prezzi, ma rallenta/accelera tale andamento.
A fine anno, se si riscontra un aumento dell'inflazione, nonostante un aumento dei tassi di interesse, l'effetto è che tale aumento dei prezzi sarebbe stato maggiore senza un intervento sui tassi d'interesse della Banca Centrale.
Per calcolare il tasso d'inflazione come variazione percentuale da un anno rispetto ad un altro: si sottrae dall'Indice dei prezzi al consumo dell’anno in questione quello relativo all'anno base e si divide tutto per l'Indice dei prezzi al consumo dell’anno base moltiplicando il risultato per 100.
In formula: {\displaystyle {\frac {{IPC_{ANNO}}-{IPC_{ANNOBASE}}}{IPC_{ANNOBASE}}}\cdot 100}